# Jak jsem prospal vaši matku
Jak jsem prospal vaši matku (v anglickém originále How I Wet Your Mother) je 16. díl 23. řady (celkem 502.) amerického animovaného seriálu Simpsonovi. Scénář napsali Billy Kimball a Ian Maxtone-Graham a díl režíroval Lance Kramer. V USA měl premiéru dne 11. března 2012 na stanici Fox Broadcasting Company a v Česku byl poprvé vysílán 26. července 2012 na stanici Prima Cool.Anglický i český název dílu paroduje název seriálu Jak jsem poznal vaši matku (anglicky How I Met Your Mother), avšak děj je inspirován filmem Počátek.

## Děj
Smithers v jaderné elektrárně omylem nechá otevřené dveře do skladu, čehož si všimne Homer a navede své kolegy ke krádeži. Všechny ostatní přistihne pan Burns, avšak Homerovi se podaří uprchnout a Burns jej považuje za morální příklad. Homer proto dostane den placeného volna, zatímco ostatní musí napsat trest. Svůj den volna Homer využije k tomu, že vezme Barta na ryby, kde Bartovi ukáže nadávky, které mu poslali jeho kolegové, a vysměje se karmě.
Následující ráno Homer po probuzení zjistí, že se pomočil. Homer si uvědomí, že to, co se mu přihodilo, souvisí s tím, jak podrazil své kolegy z práce. Rozhodne se proto uspořádat omluvnou hostinu, která proběhne bez problémů. Další ráno Homer zjistí, že se opět pomočil. Zajde proto do obchodu, kde si koupí přístroj na detekci moči. Ten se v noci rozezní a vzbudí se Marge, Bart i Líza a přijdou na to, co se Homerovi děje. Marge se pozdě večer vydá na procházku ulicí, když v tom ze své pracovny kvůli výbuchu přiletí profesor Frink, který už díky tweetu Barta také věděl o Homerových problémech. Sdělí jí, že vynalezl způsob, jak se dostat do Homerových snů a odhalit příčinu jeho „nočních nehod“.
K přístroji profesor napojil celou rodinu a vstoupili do Homerova snu, ve kterém byli všichni lyžaři. Na sjezdovce potkal smrťáka, který vezl rakev s nápisem „manželství“. Ve snu však dojeli na konec útesu a začali z něj padat. Profesor Frink jim řekne, že když zemřou ve snu, zemřou i ve skutečnosti. Lízu napadne, že přejdou do jiného snu, čímž zpomalí čas v tomto snu. Ocitnou se tak ve snu Marge, kde sedí v čekárně u rodinného terapeuta. Když se dostanou dovnitř a otevřou rakev, začnou se z ní chrlit ryby. Musejí proto opustit i tento sen a přesunou se do snu Lízy, kde hrají v divadle. Bartovi se to ale nelíbí, a tak přejdou do druhého Homerova snu, kde se ocitnou ve městě z obřího jídla a pití. Marge si zaznamená, že Homerovy problémy souvisí s manželstvím a rybami. V realitě mezitím do domu vtrhne springfieldská policie a nutí profesora Simpsonovy odpojit. Dostanou se do potyčky, při které jim na zem upadne Frinkův přístroj, což způsobí, že se sen začne bortit. Když jsou v nejhorším, zachrání je smrťák a odnese je na střechu budovy. Oním „smrťákem“ je Homerova matka Mona Simpsonová. Zavede je do snového kina, kde jim přehraje Homerův zážitek z dětství. Homerův otec Abe vzal tehdy Homera, který předchozí noc slyšel, jak se jeho rodiče hádali, na ryby. Výlet se jim však nepodařil – vrátili se pozdě a bez úlovku a následně Mona Aba opustila. Homer usoudí, že jako dítě selhal a že se mu teď vše vrátilo, když vzal Barta na ryby. Mona mu ale vysvětlí, že to není jeho vina. Následně se Simpsonovi probudí a Homer zjistí, že dospal v suchu.

## Přijetí
Díl se stal třetí nejméně sledovanou epizodou v historii Simpsonových, ve Spojených státech ji sledovalo pouze 4,97 milionu diváků. Byl to nicméně druhý nejsledovanější pořad na stanici Fox té noci.
Hayden Childs z The A.V. Clubu se o epizodě vyjádřil pozitivně, když poznamenal, že „ačkoli nikdy nedosáhne vyloženě veselosti, díl je jednou z nejzajímavějších epizod této řady“. Dále poznamenal, že mít v epizodě pouze jednu hlavní zápletku a několik dobrých vtipů byl dobrý nápad. Dílu udělil hodnocení B+.
Patrick D. Gaertner ze serveru Puzzled Pagan napsal: „Jedná se o velmi zvláštní, ale většinou docela zábavnou epizodu. Rozhodně jsem se při sledování bavil, i když mi přijde hodně divné, že to byla jen normální epizoda, jako že to byla jen normální epizoda, která není z hororového domu, kde Simpsonovi parodovali Počátek a dostali se do Homerových snů. To je docela divné. I když je celá parodie na Počátek už trochu zastaralá, pořád je to zábavná premisa, se kterou si Simpsonovi hrají. Obzvlášť když je vidíme, jak se vracejí do dob Tracey Ullmanové a blbnou tam. Je to zábava. Trochu jsem se vyděsil, když jsem si vytahoval informace k této epizodě a uviděl jsem Monu, bál jsem se, že nám další příšerná epizoda zničí odkaz Babičky, ale vlastně mi přítomnost Mony v této epizodě nevadila. Celkově je to prostě taková zábavná, ale zapomenutelná epizoda. Bavil jsem se, jen si z ní za pár týdnů asi nebudu moc pamatovat.“.